# Gary Moore
Robert William Gary Moore (Belfast, Irlanda del Nord, 4 d'abril de 1952-6 de febrer del 2011) és reconegut com un dels millors músics que les Illes Britàniques han produït, com també, per molts considerat un dels millors guitarristes de la història del blues. En una carrera que es remunta a la dècada de 1960, hi ha pocs gèneres musicals que no hi hagi donat la mà hàbil amb la seva guitarra, i ha aparegut en les alineacions de diversos notables grups de rock, Thin Lizzy, II Coliseum i Skid Row, per anomenar-ne només tres. Com molts altres, a través d'Elvis Presley, Bill Halley i altres promotors del rock and roll es va veure inspirat. Però en veure la talla de Jimi Hendrix i John Mayall's (Bluesbreakers) en un concert a la seva ciutat natal a mitjans dels 60 es va obrir per ell el ric món del blues. Al llarg de la seva carrera publicà més d'una trentena de discos.

## Primers anys de vida
Robert William Gary Moore va néixer a Belfast el 4 d'abril de 1952, fill de Winnie, mestressa de casa, i Robert Moore, un promotor que dirigia la sala de ball Queen's Hall a Holywood, a l'altra banda del Belfast Lough, des de Belfast. El jove Robert va créixer prop de Stormont Estate a Ballymiscaw amb els seus quatre germans. Va cantar Sugartime després que el seu pare el convidés a pujar a l'escenari a cantar amb una banda en un esdeveniment que el seu pare havia organitzat. Va despertar l'interès del jove Robert per la música, i ell atribueix al seu pare el fet d'haver-lo iniciat en la música donant-li l'oportunitat d'actuar. El Robert gran va comprar al seu fill la seva primera guitarra, una Framus acústica de segona mà, quan Moore tenia 10 anys.

### Carrera professional

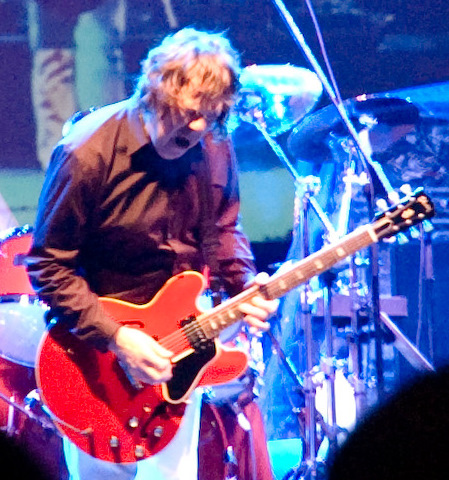
Gary Moore en un concert

Va començar tocant amb una banda anomenada The Boys, però al cap de poc, amb 16 anys, es va incorporar a Skid Row (no confondre amb Skid Row, banda de heavy metal), acompanyat per Brendan Shiels (baix), Noel Bridgeman (bateria) i Phil Lynnot (veu). Aquest últim va abandonar al cap de poc la banda per formar Thin Lizzy, mentre Moore continuava amb Skid Row; aquest grup va entrar en contacte amb Peter Green, guitarrista de Fleetwood Mac, actuant com a teloners seus en diferents concerts. Green va quedar-se tan impressionat amb el seu so que els va aconseguir un contracte amb la seva pròpia discografia, CBS. Per la seva part, la durada admiració de Moore per Green, que recorre tota la seva carrera, quedarà plasmada en l'àlbum Blues for greeny (1995), que va tornar a interpretar onze temes compostos o interpretats per green.
Abans de començar la seva carrera solista, encara va passar u període de participació en diverses formacions. Però, després d'abandonar Skid Row l'any 1972, va gravar Grinding Stone (1973) amb la Gary Moore Band; aquesta ha estat considerat el seu primer disc com a solista. Quasi sense transició, va passar a reemplaçar a Eric Bell al grup Thin Lizzy, banda en la que va formar un petit espai de temps abans de passar, l'any 1975, a Colosseum II, i a la que tornaria de manera intermitent fins a l'any 1979, data de gravació de Black Rose. En mig d'una gira pels EUA, les diferències amb la banda de Lynnot, el seu amic, fan que Moore abandoni de nou la banda i forma G-Force. El tema Parisienne Walkways del disc Back on the Streets 1978 (segon en solitari de Moore), que arriba a la llista del top ten del Regne Unit. Durant la dècada de 1980 va viure una època més tranquil·la, passant al rock melòdic, moment en el qual va aconseguir la seva major popularitat al Regne Unit amb el seu LP Victims of the future (1983). També va col·laborar amb ell Phil Lynnot a la cançó Out in the Fields. A l'àlbum Wild Frontier, de 1986, es poden apreciar certes influències de la música celta. I a After the War(1989) torna a les seves arrels hard amb col·laboracions de Ozzy Osbourne i amb el difunt Cozy Powell a la bateria. L'àlbum Still Got the Blues el va fer tornar a les llistes d'èxit l'any 1990 de la mà de temes com el que dona títol al disc. Deixant de banda el Rock dur, es va tornar més intimista i dona un pronunciat gir cap al Blues que, encara que descobert tard, va semblar causar una impressió important i duradora a la carrera del guitarrista, aquell mateix any (1990), junt amb Albert King i Albert Collins va fer una sèrie de concerts. L'any 1992 va aparèixer After Hours, disc que segueix la línia de l'anterior i que compta amb la col·laboració de B.B. King i Albert Collins, grans figures del blues dels Estats Units. Aquest disc va ser la confirmació del gir musical de Moore i li va donar un nom entre els intèrprets de blues britànics.
La dècada de 1990 transcórrer a l'ombra d'aquestes gravacions inicials i no apareix marcada per nous èxits importants, pot ser, l'aparició l'any 1997 de Dark Days in Paradise, una exploració musical tan allunyada del blues que venia practicant com del rock dur anterior. També resulta destacable un nou intent de tocar dins d'una formació: BBM. En aquesta ocasió es va unir a Jack Bruce (baix) i Ginger Baker (bateria), base rítmica del grup Cream. La col·laboració es va traduir en un disc, Around the Next Dream (1994), i una gira.
La dècada del 2000 arranca musicalment amb una publicació l'any 2001 de Back to the Blues: tota una declaració d'intencions. El 2007 va llançar el que podria ser el disc més notable d'aquest període, Close As You Get, que va seguir amb el seu apropament cap al blues amb temes propis i versions de clàssics com Chuck Berry, Sonny Boy Williamson II, John Mayall o Son House (d'aquest últim és el tema acústic 'Sundown', que tenca el disc). En el 2002 va embarcar-se en un nou projecte, Scars, formant una banda amb la que va publicar un àlbum homònim Scars, que va ser llençat el 10 de setembre de 2002. El power trio va comptar amb Moore (veu/ guitarra), Cass Lewis de Skunk Anansie (baix/ cors) i Darrin Mooney de Primal Scream (bateria). El disc va ser presentat en una gira pel Regne Unit, que va tenir la seva culminació al Live At The Monster Of Rock, del 2003.
Als 58 anys Gary Moore va morir mentre dormia en una habitació del Kempinski Hotel Bahía d'Estepona, Màlaga, a la matinada del 6 de febrer de 2011. Segons va informar la policia espanyola, el cos del músic no presentava signes de violència, per la qual cosa no es va obrir cap tipus d'investigació. L'autòpsia practicada al cos del guitarrista de rock irlandès va revelar que la seva mort va ser causada per un atac de cor, associat al consum de grans quantitats d'alcohol.
La seva inesperada mort va causar una gran commoció entre els seus seguidors.

## Llegat
No ho sé. Com vulguin! Com algú que no va fer una merda. Fes el que fes, almenys ho deia en serio. Això és tot el que puc dir realment, perquè normalment ho dic en serio. No estic ple de merda com molta gent. Faci el que faci, si es ven o no, almenys ho dic en serio en aquell moment i sóc sincer. Que crec que és l'única manera de ser.  
Després de la seva mort, molts dels companys músics de Moore li van retre homenatge, inclosos els seus antics companys de Thin Lizzy Brian Downey, i Scott Gorham, així com Bryan Adams, Bob Geldof, Kirk Hammett, Tony Iommi, Alex Lifeson, Brian May, Ozzy Osbourne, Paul Rodgers, Henry Rollins, Roger Taylor, Butch Walker, i Mikael Åkerfeldt, entre molts altres. Thin Lizzy també va dedicar la resta de la seva gira a Moore. Eric Clapton va interpretar Still Got the Blues en concert com a homenatge a Moore, i la cançó va aparèixer més tard a l'àlbum Old Sock de Clapton del 2013. El 12 de març de 2011 es va celebrar una nit d'homenatge a Moore al Duff's Brooklyn de Nova York. El 18 d'abril de 2011, Eric Bell, Brian Downey i diversos artistes es van reunir per a un concert d'homenatge al Whelan's de Dublín.
El 2012, es va celebrar una exposició que celebrava la vida i l'obra de Moore al Oh Yeah Music Centre de Belfast. Per commemorar el que hauria estat el 65è aniversari del seu pare, Jack Moore juntament amb el guitarrista Danny Young van publicar la cançó d'homenatge Phoenix el 2017. Aquell mateix any, el guitarrista Henrik Freischlader va publicar un àlbum d'homenatge a Moore, titulat Blues for Gary. El 2018, Bob Daisley va publicar l'àlbum Moore Blues for Gary – A Tribute to Gary Moore, amb la participació de cantants com Glenn Hughes, Steve Lukather, Steve Morse, Joe Lynn Turner i Ricky Warwick. El 12 d'abril de 2019 es va celebrar un concert d'homenatge a Moore al Belfast Empire Music Hall per ajudar a recaptar fons per a una estàtua commemorativa. Els plànols per a l'estàtua van ser aprovats per l'Ajuntament de Belfast el gener de 2025.
Moore ha estat citat com a influència per molts guitarristes notables, com ara Doug Aldrich, Joe Bonamassa, Vivian Campbell, Paul Gilbert, Kirk Hammett, John Norum, John Petrucci, John Sykes, i Zakk Wylde. El 2018, Moore va ser votat com el número 15 a la llista de Louder dels 50 millors guitarristes de tots els temps. El 2020, va ser inclòs a la llista dels 100 millors guitarristes de tots els temps de Total Guitar. Classic Rock el va incloure a la seva llista del 2021 dels 100 herois de la guitarra més influents.
La biografia oficial de Gary Moore, escrita per Harry Shapiro i autoritzada pels hereus de Moore, es va publicar el 27 de setembre de 2022.

## Discografia

### Solista
- Grinding Stone, (1973)
- Back on the Streets, (1978)
- G-Force, (1979)
- Corridors of Power, (1982)
- Live at the Marquee, (1983)
- Victims of the Future, (1983)
- Dirty Fingers, (1984)
- We Want Moore!, (1984)
- Run for Cover, (1985)
- Rockin' Every Night - Live in Japan, (1986)
- Wild Frontier, (1987)
- After the War, (1989)
- Still Got the Blues, (1990)
- After Hours, (1992)
- Spanish Guitar - Best, (1992)
- Blues Alive, (1993)
- Ballads & Blues 1982-1994, (1994)
- Walkways, (1994)
- Blues for Greeny, (1995)
- Around The Next Dream, (1996)
- Dark Days in Paradise, (1997)
- Out in the Fields - The Very Best of Part 1, (1998)
- Blood of Emeralds - The Very Best of Part 2, (1999)
- A Different Beat, (1999)
- Back to the Blues, (2001)
- Have Some Moore - The Best Of, (2002)
- Scars, (2002)
- Live At Monsters Of Rock, (2003)
- Power of the Blues, (2004)
- Old New Ballads Blues, (2006) (Anthology)
- The Platinum Collection - Rock, Blues and Live 3 disc set, (2006)
- Close As You Get, (2007)
- Bad For You Baby, (2008)
- Essential Montreux, (2009) - Five Discs Set
- Guitar Mindtrip, (2010)

### Cançons ubicades en el Top 40 del Regne Unit
- Parisienne Walkways - 1979 - Nº 8
- Out in the Fields - 1985 - Nº 5
- Empty Rooms - 1985 re-issue - Nº 23
- Over the hills and Far Away - 1986 - Nº 20
- Wild Frontier - 1987 - Noº 35
- Friday on my Mind - 1987 - Nº 26
- After the War - 1989 - Nº 37
- Still Got the Blues (For You) - Nº 31
- Cold Day in Hell - 1992 - Nº 24
- Story of the Blues - 1992 - Nº 40
- Parisienne Walkways - 1993 re-edición - Nº 32

### Amb Colloseum II
Colosseum II, formada juntament amb Don Airey, John Mole y Jon Hiseman.
- Strange New Flesh (1976)
- Electric Savage (1977)
- War Dance (1977)

### Amb Thin Lizzy
El seu pas més important el va donar amb Thin Lizzy, liderada en conjunt amb Phil Lynott.
- Night Life (1974) (solo aparece en la canción Still In Love With You)
- Remembering (1976)
- Black Rose: A Rock Legend (1979)
- Continuing Saga of Ageing Orphans (1980)
- The Adventures of Thin Lizzy (1981)
- Life (1983)
- Dedication: The Very Best of Thin Lizzy (1991)

### Amb BBM
El nom del grup està format per les inicials dels seus tres components: Baker, Bruce i Moore.
- Around the Next Dream (1994)

### Amb Scars
Formada l'any 2002 per Gary Moore (veu / guitarra), Cass Lewis de Skunk Anansie (baix / cors) i Darrin Mooney de Primal Scream (bateria).
- Scars (2002)

### Col·laboracions
Amb Gypsy And The Wolf
- Good Man:[43] Perfect Rose EP (2010)[44]